# Palazzo Mirto
Palazzo Mirto è un palazzo storico di Palermo, oggi casa-museo.

## Storia
L'edificio è ubicato nel centro storico di Palermo, alla Kalsa, antica cittadella araba fortificata. È stato per quattro secoli dimora palermitana dei Filangeri, e poi dei Lanza Filangieri Principi di Mirto, da cui prende nome il palazzo. I Filangeri sono ricordati ancora oggi come la più importante famiglia normanna in Sicilia e nel Mezzogiorno d'Italia, dello stesso ceppo dei Sanseverino e dei Gravina, tutti discendenti da un capostipite comune, il leggendario cavaliere Angerio, delle stirpe dei Duchi di Normandia, che venne in Italia al seguito di Tancredi d'Altavilla e di cui se ne ha menzione già nel 1069.
Il ramo siciliano deriva da Abbo Filangeri, vivente nel XIII secolo. Primo della casata ad essere investito del titolo di Principe di Mirto fu Giuseppe Filangeri e De Spuches, nel 1642. Titolo completo: Principe di Mirto, Pari del Regno e Grande di Spagna ereditario di Prima Classe. Per vincoli matrimoniali si aggiungerà il titolo di Conti di San Marco.
Si ricordano anche i Filangeri Principi di Cutò, avi materni dello scrittore Giuseppe Tomasi di Lampedusa. Nel 1830 Vittoria Filangeri, ultima del suo nome, si univa a Ignazio Lanza Branciforte, conte di Raccuja. I loro discendentii hanno abitato il palazzo ininterrottamente fino al 1982, quando l'ultima erede della famiglia,  Donna Maria Concetta Lanza Filangieri di Mirto donò il palazzo alla Regione Siciliana per costituirne un museo per volontà testamentaria del fratello Stefano Lanza Filangeri.
Le strutture più antiche dell'edificio risalgono al XIII secolo ma, dopo le fasi costruttive della fine del Cinquecento e del Seicento, l'edificio subì una radicale trasformazione. Altri rifacimenti si susseguirono lungo tutto il corso del XIX secolo fino a giungere alle forme attuali.

## Interno
L'interno è arredato con magnificenza. Perfetto esempio delle residenze dell'aristocrazia palermitana, il palazzo custodisce arredi che vanno dal Seicento all'Ottocento. Numerosi i monumentali lampadari in vetro di Murano, i pannelli laccati con motivi dorati provenienti dalla Cina, gli orologi, le porcellane, e gli arazzi. Come in molte residenze coeve, vi è un fumoir arredato alla cinese con il pavimento in cuoio, realizzato presumibilmente nella seconda metà del XIX secolo.
Gli ambienti di rappresentanza si articolano intorno ad una terrazza, arredata da un ninfeo rocaille e decorata da un trompe-l'œil di un giardino.
Il palazzo conserva inoltre diversi strumenti musicali di grande pregio come un organo a cilindro, un pianoforte viennese del 1820 e altri due pianoforti.

### Piano terra
- Scuderie.
- Rimesse per le carrozze.
- Cavallerizza.
- Cucine.
- Carceri.
- Magazzini.

### Primo piano (piano nobile)

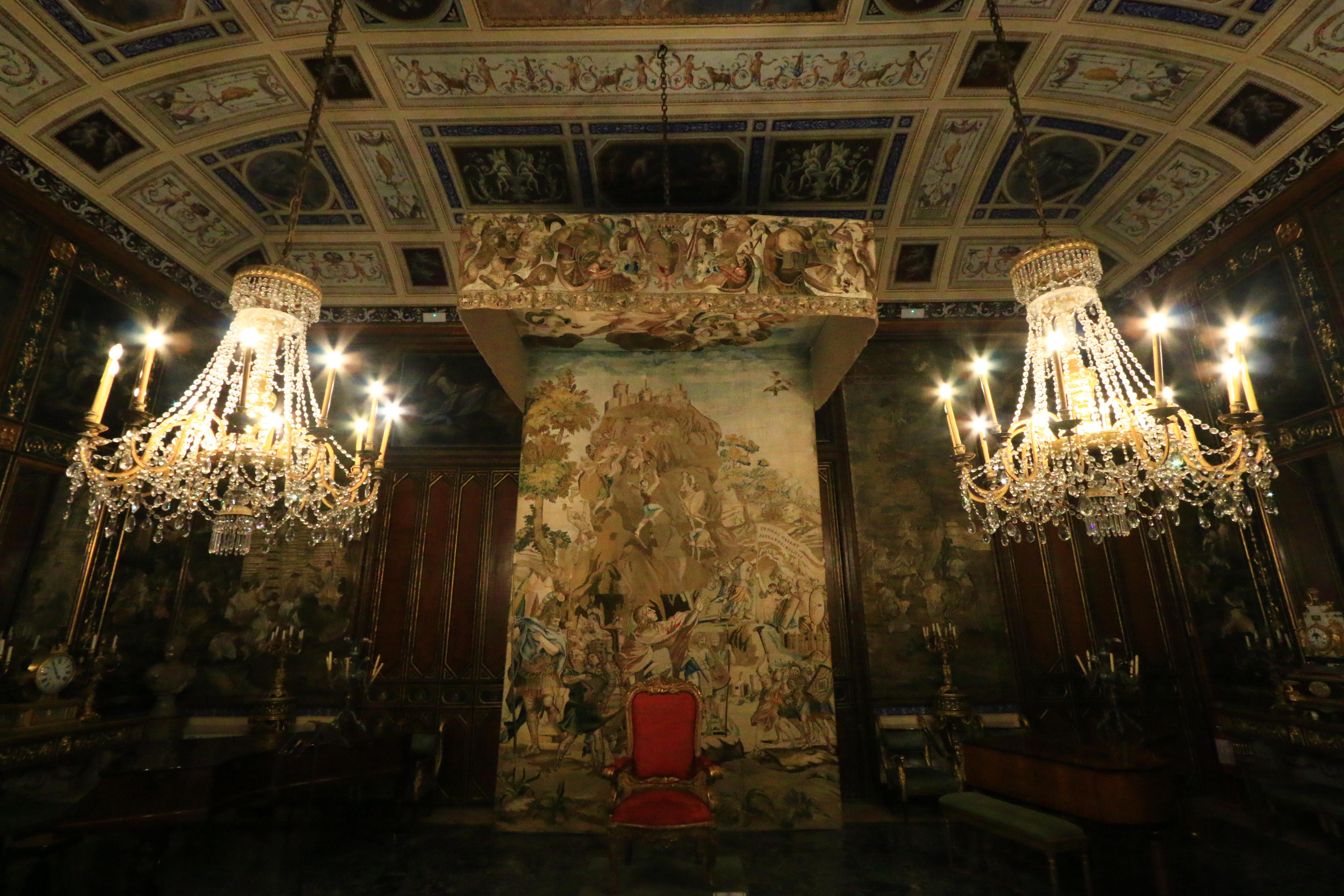
Salone del Baldacchino

- Scalone d'onore. Monumentale manufatto in marmo rosso[1].
- Vestibolo.
- Sala d'ingresso. Volte con affreschi di tema mitologico Diana e Callisto.
- Sala del Novelli. L'ambiente prende il nome dall'autoritratto del pittore Pietro Novelli. Sul soffitto una pittura raffigurante Eros e Anteros.
- Sala del Salvator Rosa. L'ambiente è affrescato con episodi tratti dall'Orlando Furioso di Ludovico Ariosto. Sono documentate pitture attribuite a Salvatore Rosa.
- Stanza del teatrino. Primitiva cappella di palazzo, poi pensatoio.
- Sala dei reperti. L'ambiente custodisce una raccolta di reperti archeologici.
- Salotto rosa. Nell'ambiente è custodito un quadro raffigurante una Scena di battaglia, opera di Jan Bruegel. Un altro dipinto riproduce una scena della Battaglia di Cialdiran.
- Salotto giallo e verde. Nella volta dell'ambiente è realizzata una tela raffigurante l'Allegoria dell'Immortalità.
- Salottino cinese. Ambiente decorato con sete e dipinti con soggetti e temi d'spirazione orientale.
- Stanza del Portale.
- Salotto giallo. Nella volta dell'ambiente è realizzata una tela raffigurante l'Allegoria del Tempo. Dipinto raffigurante Cupido che fabbrica l'arco del Parmigianino.
- Fumoir. Salottino del Fumo o Salottino in cuoio di Cordoba.
- Boudoir o Salottino delle Dame.
- Salone degli Arazzi. Decorazioni pittoriche del Giuseppe Velasco raffiguranti il mito di Amore e Psiche tratto dall'Asino d'oro di Apuleio. L'ambiente custodisce una raccolta di arazzi in seta con soggetti mitologici Venere e Adone, Giove ed Io, Ercole ed Onfale, Perseo e Andromeda.
- Salone del Baldacchino o Salone di rappresentanza. Ambiente decorato da Elia Interguglielmi nel 1795, che illustra la Gloria del Principe Virtuoso, intorno figurazioni allegoriche delle Stagioni, la Gloria eterna e scene delle Fatiche di Ercole, Sovrapporta con figure allegoriche[4]. Sono raffigurate le quattro virtù cardinali: la Prudenza, la Fortezza, la Giustizia e la Temperanza. Il Bene, il Vero e il Bello acquisibili attraverso la Giustizia, la Filosofia, la Teologia e la Poesia con le tre corrispondenti facoltà dell'anima: l'Etica, la Noetica e l'Estetica. Tali virtù si perseguono nel Tempo, raffigurato dalla Notte e l'Alba, per conseguire la Pace, la Prosperità, l'Abbondanza e l'Amore. Sentimento quest'ultimo raffigurato da giovane donna ammantata che stringe nella mano destra un ramo di mirto, pianta sacra ad Afrodite, simbolo identificatore del casato e propiziatore per la casa dei giovani sposi, metafora del casto amore. Dello stesso artista:
  - Diana e Endimione, affresco realizzato nello studiolo[5].
  - Soprapporte, opere realizzate con la collaborazione di Francesco e Gioacchino Navarra, nella prima anticamera[5].
  - Paesaggi con tema architetture classiche, opere realizzate con la collaborazione di Francesco e Gioacchino Navarra, nella seconda anticamera[5].
- Salotto Pompadour. Nella volta dell'ambiente è realizzato un dipinto raffigurante l'Allegoria delle Arti.
- Studio. Ambiente decorato con tempere raffiguranti scene di amori tragici tratti dalle Metamorfosi di Ovidio e dalle Storie di Igino: Giudizio di Paride ed Elena e Paride, Pan e Siringa, Enea e Didone, Apollo e Dafne, Minerva e Venere. Al centro del soffitto sono raffigurati Aurora e Cefalo, nei pennacchi le quattro virtù cardinali: Giustizia, Fortezza, Temperanza, Prudenza. Nei tondi i quattro fiumi infernali: Stige, Cocito, Acheronte, Lete.
- Salottino Diana. Ambiente con passaggio segreto. Tondi con allegorie delle arti: Lirica, Musica, Scultura e Pittura.
- Sala da Pranzo. Ambiente contraddistinto dalle raffigurazioni di stemmi nobiliari.
- Fontana barocca con voliere laterali. Edificata su cortile pensile.

### Secondo piano
- Sala d'ingresso.
- Salotto dello Spagnoletto. L'ambiente custodisce il dipinto raffigurante Sant'Onofrio, opera di Jusepe de Ribera detto lo Spagnoletto.
- Salotto Verde. L'ambiente custodisce due dipinti di nudo, opere di Giuseppe Velasco.
- Sala dei cannoni.
- Sala delle lucerne antropomorfe.
- Sala da pranzo. Ambiente con soffitto ligneo.
- Stanza di compagnia.
- Stanza da letto.
- Stanza delle tabacchiere.
- Sala altarino.
- Biblioteche. I locali custodiscono volumi antichi e rari di diverse epoche, collezioni di oggetti d'arte.
- Ambienti destinati ai cadetti della famiglia ed alla servitù, oggi adibiti ad uffici ed archivi per l'amministrazione del museo.